# نیکلای راسکازوف
نیکلای راسکازوف (روسی: Николай Олегович Рассказов؛ زادهٔ ۴ ژانویهٔ ۱۹۹۸) بازیکن فوتبال اهل روسیه است.
از باشگاه‌هایی که در آن بازی کرده‌است می‌توان به باشگاه فوتبال اسپارتاک مسکو اشاره کرد.
وی همچنین در تیم‌های ملی فوتبال Russia national under-16 football team, Russia national under-17 football team, Russia national under-18 football team, Russia national under-19 football team، و زیر ۲۱ سال روسیه بازی کرده‌است.